# Briatico Vecchio
Briatico Vecchio era una località, oggi nel comune di Briatico, che sorgeva su un colle alla destra della fiumara Murria. Fu distrutta dal sisma del 1783. Rimangono i ruderi del Castello medievale fatto edificare da Ferdinando Bisbal e dell'antico centro abitato, che all'epoca contava 12 chiese, 3 conventi e aveva un'enorme importanza storico-culturale.
Prima le scosse del terremoto del 5 e 7 febbraio 1783, poi quella del 28 marzo successivo, causarono il crollo di gran parte delle case e gravi lesioni nelle rimanenti; i decessi furono 51 su un totale di 935 abitanti. Secondo una fonte tarda il danno fu valutato in circa 150.000 ducati.